# Humorista gráfico
Un humorista gráfico es un creador especializado en dibujar viñetas, dibujos humorísticos o tiras cómicas en diarios, revistas, etc. Ocasionalmente ilustra sucesos de actualidad en publicaciones periódicas, de forma sintética: en una sola viñeta).

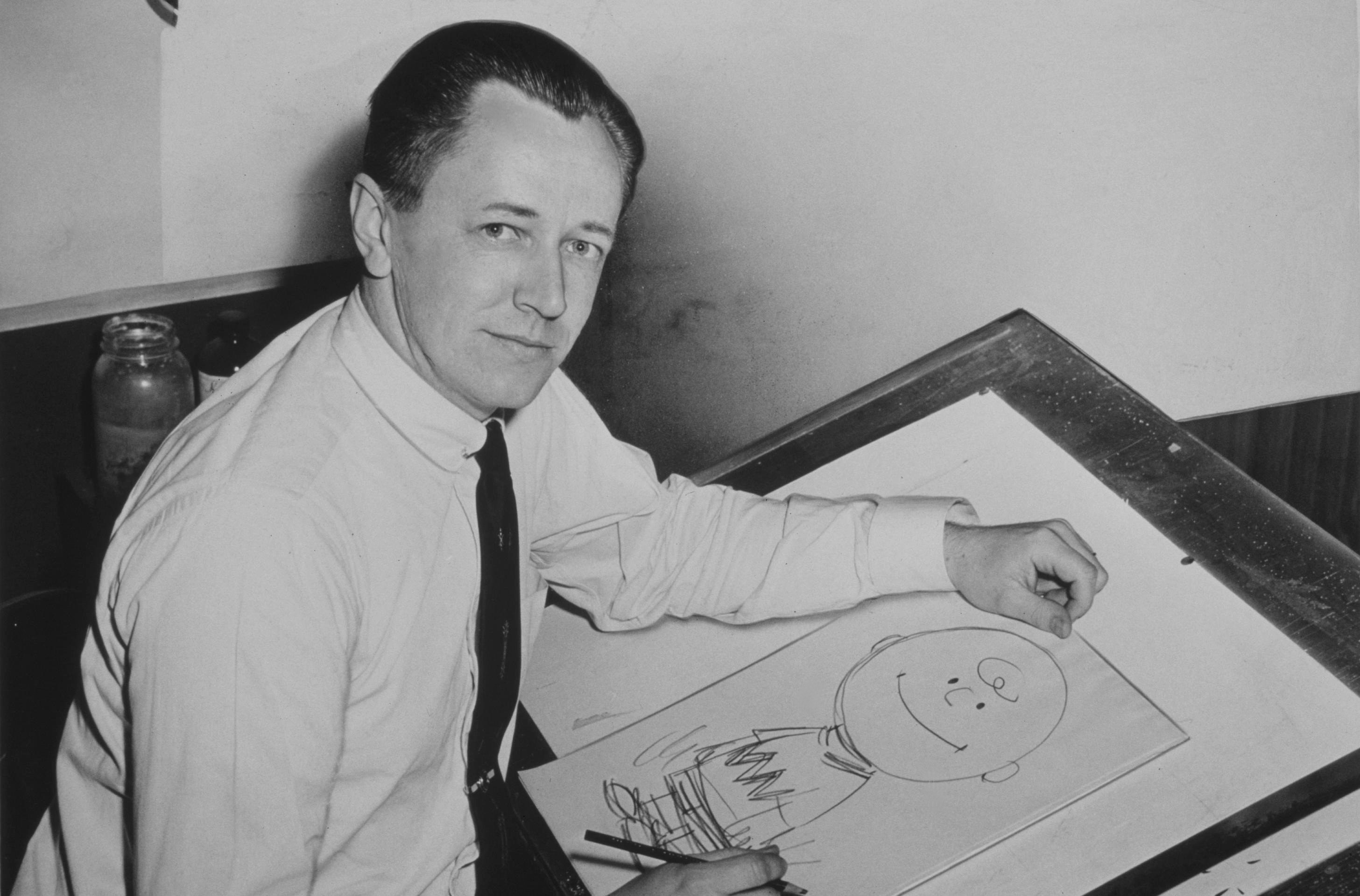
Charles M. Schulz, creador de Snoopy (1956).

A menudo, los humoristas son buenos caricaturistas y representan en las viñetas a personalidades de la actualidad política, social o cultural del país, en situaciones o contextos no necesariamente reales. Otros dibujantes desarrollan personajes propios con una personalidad original o radicalmente vulgar. La obra de algunos autores va más allá del simple entretenimiento o de la humorada, con registros psicológicos más exquisitos.

## Selección de autores (alfabetizada)
- Robert Crumb historietista estadounidense.[a]

- Roberto Fontanarrosa historietista argentino.[b]

- Forges, humorista gráfico español.

- Miguel Gila, humorista gráfico español.

- George Herriman historietista estadounidense-[c]

- Antonio Mingote, humorista gráfico español.

- Jackie Ormes, humorista gráfica estadounidense.

- El Perich humorista gráfico español.

- Quino, humorista gráfico argentino.[d]

- Charles M. Schulz, historietista estadounidense[e]

- Mauricio de Sousa, humorista gráfico brasileño.